# تتا مثلث جنوبی
تتا مثلث جنوبی یک ستاره است که در صورت فلکی مثلث جنوبی قرار دارد.